# Elis Ligtlee
Elis Ligtlee, née le 28 juin 1994 à Deventer, est une coureuse cycliste néerlandaise. Elle est notamment championne olympique du keirin en 2016, championne d'Europe du keirin en 2013 et 2015 et de vitesse en 2015.

## Biographie

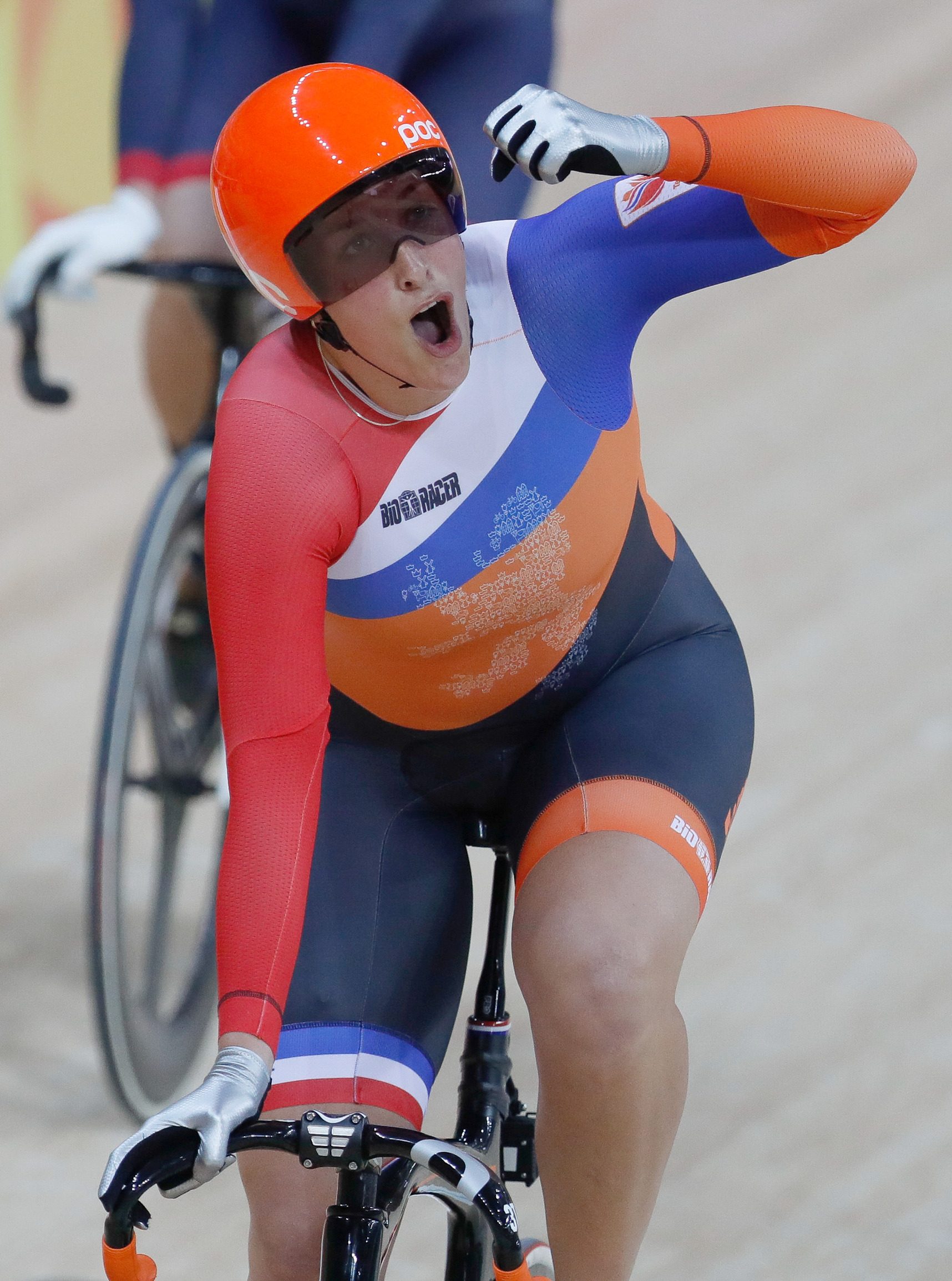
Elis Ligtlee après sa victoire sur le keirin des Jeux olympiques de 2016.

Dotée d'un physique impressionnant (1,92 mètre) par rapport à ses concurrentes, elle bénéficie d'une puissance supérieure à ses adversaires. Durant sa carrière, elle lutte constamment contre des problèmes de poids. Son frère cadet, Sam est également coureur sur piste.
En 2011, Elis Ligtlee devient triple championne des Pays-Bas juniors (17/18 ans) en keirin, vitesse et 500 mètres contre-la-montre. Elle remporte son premier succès international lors des championnats d'Europe juniors, où elle gagne la médaille de bronze sur le 500 mètres contre-la-montre. L'année suivante, pour sa deuxième année junior, elle remporte quatre médailles en quatre épreuves dont le titre en  vitesse individuelle. 
En 2013, pour sa première année espoirs, elle est conjointement avec Shanne Braspennincx championne d'Europe de vitesse par équipes espoirs, puis elle remporte le titre sur 500 mètres contre-la-montre. Plus tard dans l'année, elle remporte à domicile le titre européen chez les élites en keirin. En vitesse, elle prend la deuxième place et en vitesse par équipes la quatrième place avec Braspennincx. Aux championnats d'Europe espoirs 2014, elle s'adjuge à nouveau quatre médailles, dont le titre en keirin. Elle récidive en 2015, avec quatre médailles en quatre épreuves, mais sans titre cette fois, elle subit la loi de la Russe Anastasiia Voinova.
Lors des championnats d'Europe élites de 2015 à Granges, l'imposante Elis Ligtlee est avec quatre médailles l'athlète la plus récompensée des championnats. Elle remporte deux médailles d'or - vitesse et Keirin - une d'argent sur 500 mètres et le bronze en vitesse par équipes, conjointement avec l'ancienne patineuse de vitesse Laurine van Riessen. 
En janvier 2016, elle est victime d'une lourde chute lors du keirin des Six jours de Rotterdam. Elle est entrée en collision avec la Britannique Victoria Williamson avant de tomber. Le bassin et plusieurs vertèbres de Williamson sont fracturés et elle a subi de profondes lacérations. Ligtlee a une commotion cérébrale et une fracture de la pommette. Par la suite, la course est arrêtée. Les craintes initiales d'une paralysie de Williamson ne sont plus d'actualité.
La même année, Ligtlee parvient à revenir en forme et à se qualifier aux Jeux olympiques de Rio de Janeiro. Au keirin, elle  remporte la médaille d'or. Elle termine également quatrième du tournoi de vitesse individuelle et cinquième de la vitesse par équipes avec Laurine van Riessen. Après son titre olympique, elle est décorée de l'Ordre d'Orange-Nassau.
Aux mondiaux 2018, disputées à domicile à Apeldoorn, elle remporte le bronze sur le 500 mètres. En raison d'une pyélonéphrite, elle doit déclarer forfait aux championnats d'Europe 2018.
En décembre 2018, elle annonce sa retraite sportive, en raison d'un manque de motivation et d'un épuisement mental. Au cours de sa carrière, elle a remporté une médaille d'or olympique, quatre médailles aux championnats du monde, une victoire de coupe du monde, 28 médailles aux championnats d'Europe et 15 médailles aux championnats nationaux. En début d'année 2022, elle annonce vouloir reprendre le vélo, mais pas en tant qu'athlète de haut niveau, juste pour le plaisir.

## Honneur
En 2015, Elis Ligtlee reçoit le récompense du meilleur athlète espoir néerlandais dans le cyclisme, avec le Gerrie Knetemann Trofee. C'est la première fois qu'une femme est récompensée depuis la création du Prix en 1961.

## Palmarès

### Jeux olympiques
- Rio 2016
  -  Championne olympique de keirin
  - 4e de la vitesse individuelle
  - 5e de la vitesse par équipes

### Championnats du monde
| Édition / Épreuve              | 500 mètres | Keirin        | Vitesse individuelle   | Vitesse par équipes |
| Invercargill 2012 (juniors)    | Argent     |               |                        |                     |
| Cali 2014                      | 5e         | 13e du keirin | 15e                    | 11e                 |
| Saint-Quentin-en-Yvelines 2015 | 4e         | 21e           | Argent                 | 5e                  |
| Londres 2016                   | Bronze     | 11e           | 13e (1/16e de finales) | 6e                  |
| Apeldoorn 2018                 | Bronze     |               |                        |                     |

### Coupe du monde
- 2014-2015
  - Classement général de la vitesse
  - 1re de la vitesse à Cali
  - 2e de la vitesse par équipes à Cali
  - 3e de la vitesse à Londres
- 2015-2016
  - 3e de la vitesse par équipes à Cambridge

### Championnats d'Europe
| Édition / Épreuve          | 500 mètres | Keirin | Vitesse individuelle | Vitesse par équipes           |
| Anadia 2011 (juniors)      | Bronze     |        |                      |                               |
| Anadia 2012 (juniors)      | Argent     | Bronze | Or                   | Bronze                        |
| Anadia 2013 (espoirs)      | Or         |        | Bronze               | Or (avec Shanne Braspennincx) |
| Apeldoorn 2013             |            | Or     | Argent               |                               |
| Anadia 2014 (espoirs)      | Bronze     | Or     | Argent               | Argent                        |
| Baie-Mahault 2014          | Argent     |        |                      | Bronze                        |
| Athènes 2015 (espoirs)     | Argent     | Bronze | Argent               | Bronze                        |
| Granges 2015               | Argent     | Or     | Or                   | Bronze                        |
| Montichiari 2016 (espoirs) | Or         | Or     | Or                   | Or (avec Kyra Lamberink)      |

### Championnats nationaux
- Championne des Pays-Bas de keirin en 2012
- Championne des Pays-Bas de keirin juniors en 2011
- Championne des Pays-Bas de vitesse juniors en 2011

- Championne des Pays-Bas du keirin en 2012 et 2014
- Championne des Pays-Bas du 500 mètres en 2013 et 2014
- Championne des Pays-Bas de vitesse en 2013 et 2014
- Championne des Pays-Bas de vitesse par équipes en 2015 et 2017

## Distinctions
- Cycliste espoirs néerlandais de l'année : 2015